# Дитрих II фон Рункел
Дитрих II фон Рункел (на немски: Dietrich II von Runkel; * ок. 1269, Рункел; † между 15 април и 10 септември 1352) от Дом Рункел, е господар на Рункел.

## Произход
Той е син на Зигфрид V фон Рункел, господар на Вестербург († сл. 1289), и Маргарета фон Диц-Вайлнау († ок. 1277), дъщеря на граф Хайнрих IV фон Диц-Вайлнау († сл. 1281) и Луитгард фон Тримберг († 1297). Внук е на Дитрих I фон Рункел-Вестербург († сл. 1226).

## Фамилия
Дитрих II се жени пр. 23 юни 1312 г. за Агнес фон Даун († сл. 1331), дъщеря на Фридрих I фон Даун-Дом († 1323/1331) и Агнес фон Еш-Залм († 1312). Те имат децата:
- Зигфрид VI фон Рункел († 1342), женен за Анна фон Диц (* ок. 1306, † сл. 1343)
- Фридрих I (fl 1331/70)
- Хайнрих (fl 1331/62)
- Уда (fl 1327)
- Маргарета, 1360 г. абатиса в Св. Томас ан дер Кил